# Arthouse-Saar

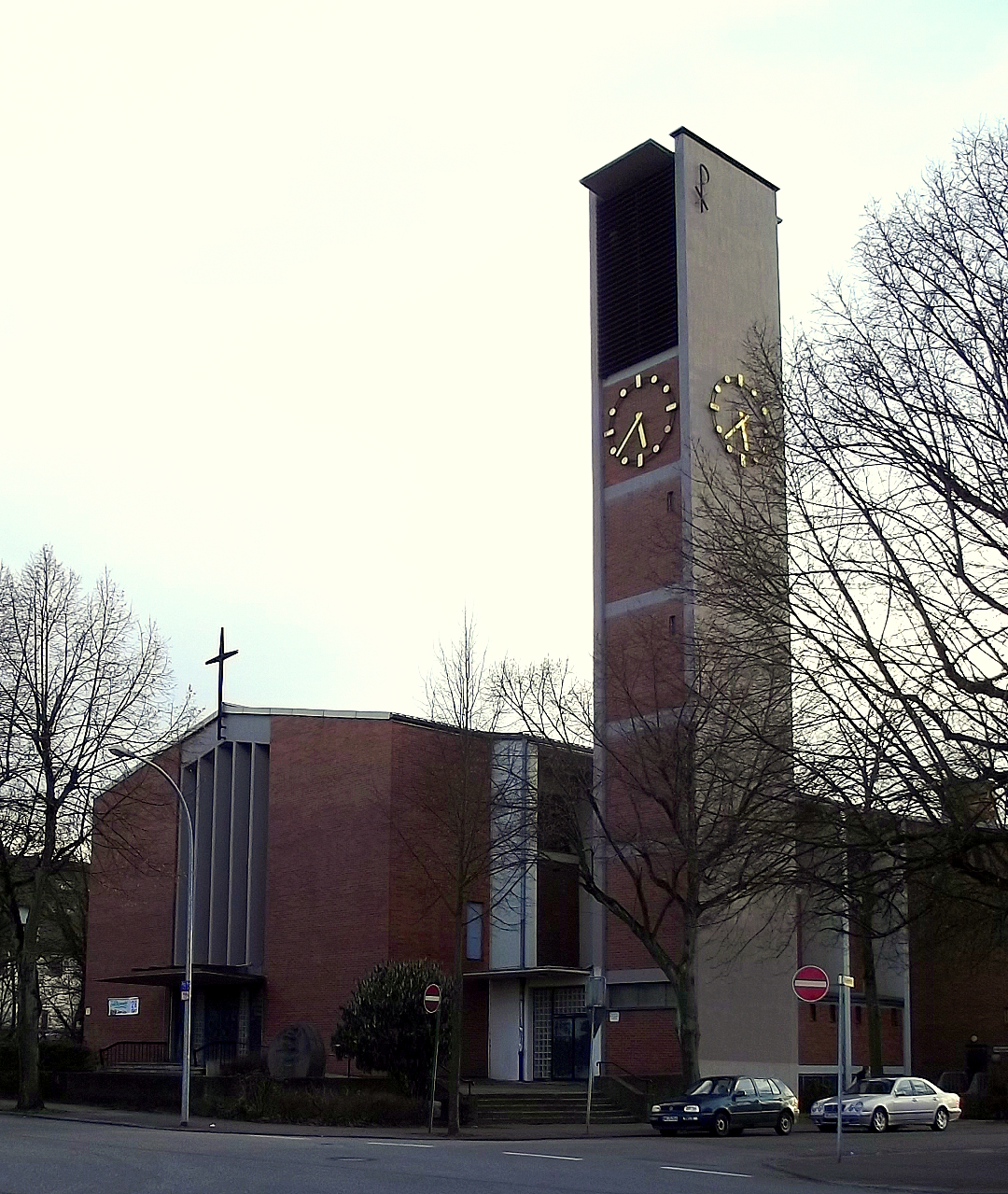
Ehemalige Herz-Jesu-Kirche (2015), jetzt Arthouse-Saar

Arthouse-Saar wurde 2016 von Jürgen Trösch gegründet und in Neunkirchen in der ehemaligen katholischen Herz-Jesu-Kirche eingerichtet. Trösch baute die 2015 profanierte Kirche zu einer großen Ausstellungshalle mit Atelier und Werkstatt um. Der Altar und die vier großflächigen sakralen Wandplastiken mit den Evangelisten sind erhalten geblieben, einige Reliquien wurden aber an einen anderen Ort gebracht. Trösch fertigt in der ehemaligen Kirche seine Kunstwerke an und stellt sie nicht nur im Kirchenschiff aus, sondern auch auf den Freiflächen vor der Kirche. Durch die bunten Kirchenfenster entstehen Lichteffekte, die Gemälde und Skulpturen besonders gut zur Geltung bringen. Deshalb wird der Raum auch gerne von anderen Künstlern für die Ausstellung ihrer Werke genutzt. Auch eine Nutzung des Raumes für andere Events ist möglich.

## Ausstellungen (Auswahl)
- 2017: Farben-Form; Gemeinschaftsausstellung mit Werken von Bianca Blum, Tina Paulus, Marion Reinking, Jürgen Trösch und Werner Gräßer.[7]
- 2020: Kosmos+Erde+Evolution; Gemeinschaftsausstellung mit Werken von Inge Faralisch-Schäfer, Hildegard Meiser, Frank Scheidhauer, Jürgen Trösch und Eugen Wassmann.[8]
- 2021: Farben=Emotionen; Gemeinschafts-Ausstellung mit Werken von Jürgen Trösch, Anastasia Weisbeck, Alexander Burton und Hermann Weis.[9]
- 2022: fotos? 2D-Symbiose-3D; mit Werken von Margarete Palz und Gerhard Heisler.[10][11]